# Ptinus vergrandis
Ptinus vergrandis là một loài bọ cánh cứng trong họ Ptinidae. Loài này được Fall miêu tả khoa học năm 1905.